# 3583 Burdett
3583 Burdett este un asteroid din centura principală, descoperit pe 5 octombrie 1929 de Clyde Tombaugh.